# John Taylor (jazzmusiker)
John Taylor, född 25 september 1942 i Manchester i England, död under en turné 17 juli 2015 i Segré i Frankrike, var en brittisk jazzpianist och pedagog.